# Língua tanana superior
Tanana Superior (também chamada Tabesna ou Nabesna) é uma língua Atabascana Setentrional em perigo de extinção falada na região central do Alasca, Estados Unidos, principalmente em Northway, Tetlin Junction, Tok e áreas adjacentes de Yukon. Em 2000 havia menos de 100 falantes e a língua não era mais aprendida por crianças.
Tanana Superior tem uma inteligibilidade mútua próxima com a Tanacross, mas difere em várias características fonológicas. Em particular, o Tanana Superior tem o tom baixo como reflexo da constrição do Proto-Atabascano, onde o Tanacross tem um tom elevado. O Tanana Superior também possui um fonema vogal extra e desenvolveu ditongos através da perda de consoantes finais.
As principais comunidades que falam Upper Tanana hoje estão localizadas nas comunidades do Alasca de Northway e Tetlin e na comunidade canadense de Beaver Creek (Yukon).

## Nome
Na verdade, existem duas línguas tanana, a primeira sendo tanana inferior, ou minto, e a segunda sendo o tanana superior, ou Nabesna. O nome original da língua Tanana Superior era Nee'aaneegn'.

## Situação atual
Desde o início do século XXi, cerca de 100 pessoas ainda falam a língua. A composição demográfica dos falantes do Tanana Superior está acima dos 60 anos. A linguagem não é mais ensinada a crianças desta geração atual, portanto, a extinção do Alto Tanana será num futuro próximo. Na década de 1960, Paul G. Milanowski e Alfred John trabalharam juntos para estabelecer um sistema de escrita para produzir vários livretos e dicionários escolares para auxiliar em programas bilíngues.
O estado do Alasca reconheceu o Alto Tanana, juntamente com outras 19 línguas nativas do estado, como uma das línguas oficiais do locais em 2014.

## Geografia
O Tanana Superior é da parte oriental do Alasca que também compartilha o local com os falantes da língua tanacross. Essa localização abrange desde a cadeia montanhosa de Wrangell até Joseph Creek e a oeste dos rios Tanana. Os rios Tanana dividem essa área através de uma série de rios e riachos menores. Tanana Superior é falada principalmente em Tetlin e Northway.

### Dialetos
Tanana Superior é dividido em cinco dialetos. O primeiro dialeto é falado pela tribo Tetlin, que tem uns 20 falantes conhecidos. Os outros quatro dialetos são falados por tribos menores localizadas mais acima no rio. A primeira é Nabesna com dois falantes conhecidos, o segundo é Northway com 20 falantes conhecidos, o terceiro dialeto é Scottie Creek, que não tem mais falantes conhecidos e o último é o dialeto de Beaver Creek que tem um falante conhecido, mas há um alto potencial para mais alguns.

## Escrita
A língua Tanana Superior usa o alfabeto latino numa forma sem as letras C e Y isolados, sem F, R

## Fonologia
Os sons da língua são 9 vogais, 36 consoantes e 5 tons.

### Vogais
| Vogal | Exemplo | Significado |
| ----- | ------- | ----------- |
| ii    | łii     | cão         |
| i     | sínt'eh | é (ser)     |
| ee    | éeł     | armadilha   |
| e     | sén'    | estrela     |
| aa    | tsaath  | raízes      |
| a     | k'á'    | arma        |
| o     | kón'    | fogo        |
| uu    | tuu     | água        |
| u     | Tthiitú | rio Tanana  |

### Tons
O Tanana Superior tem cinco tons separadoss.
| Tom         | Vogal | Exemplo | Significado    |
| ----------- | ----- | ------- | -------------- |
| baixo       | e     | nen     | você           |
| alto        | é     | nén'    | terra          |
| decrescente | ê     | jêg     | fruto pequenos |
| crescente   | ě     | ts'ěd'  | cobertor       |
| extra alto  | ő     | ch'ekől | ?              |

## Vocabulário
Exemplos de palavras traduzidas do inglês para Tanana Superior.
| Português | Tanana Superior |
| --------- | --------------- |
| urso      | sh'oo           |
| mirtilo   | Jign            |
| coelho    | Gah             |
| cão       | łii             |
| Salmão    | łuuk            |

### Dicionários
- Neeʼaandeegnʼ: Upper Tanana dictionary. Anchorage: Alaska Native Education Board. 1975. Consultado em 9 de dezembro de 2012
- Neeʼaaneegnʼ: Upper Tanana (Tetlin) junior dictionary. Anchorage: National Bilingual Materials Development Center, University of Alaska. 1979. Consultado em 9 de dezembro de 2012